# Tayinloan
Tayinloan är en by i Argyll and Bute, Skottland. Byn är belägen 14 km 
från Carradale. Orten har 100 invånare (1971). Det finns en färja till Ardminish.